# Choralies

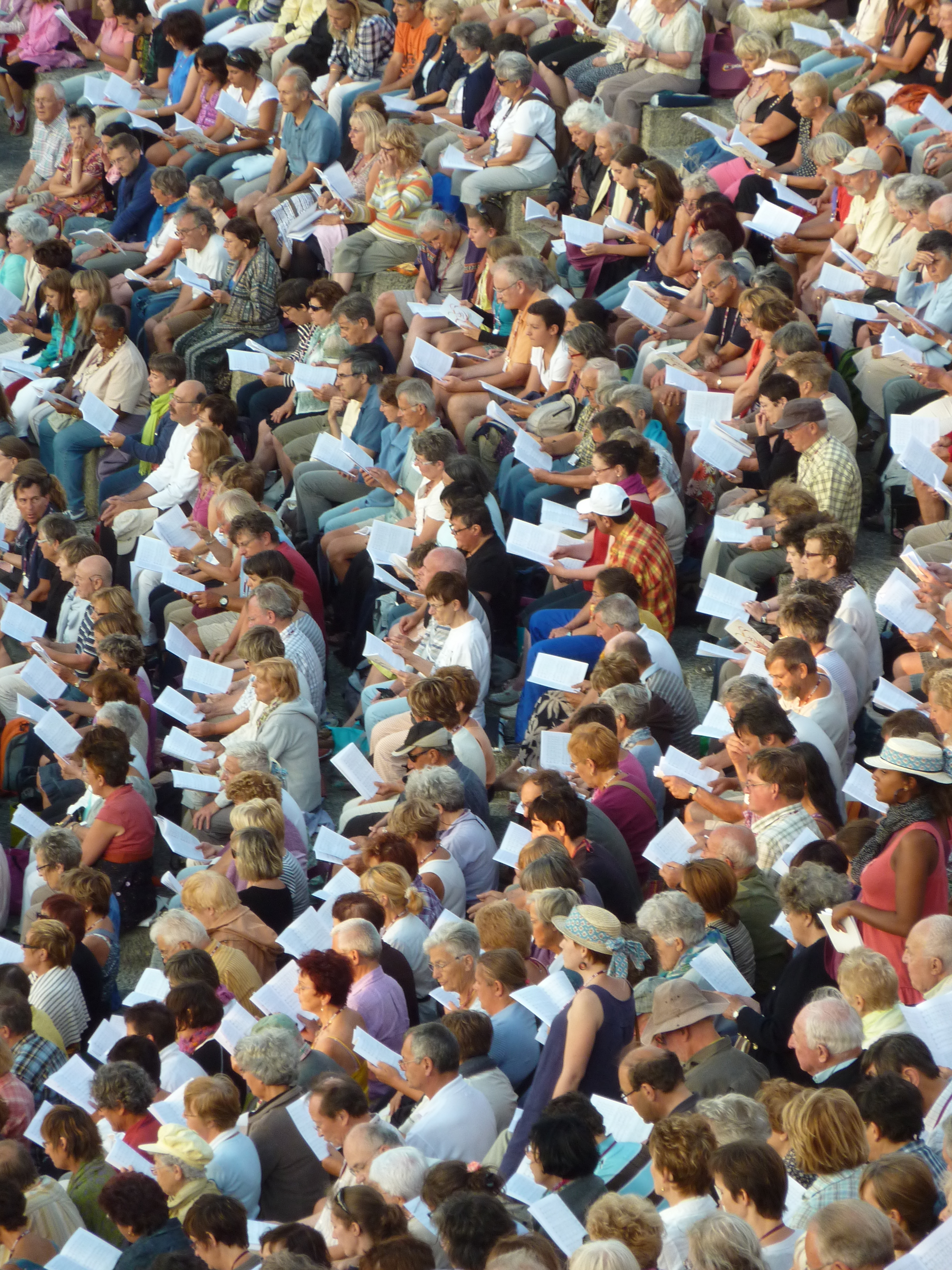
Choralies in Vaison-la-Romaine

Die Choralies sind ein französisches Chorfestival in Vaison-la-Romaine mit fast 4.000 Sängern und Musikern, Amateuren und Profis, welches seit 1963 alle drei Jahre von der Föderation À Cœur Joie veranstaltet wird. Das Festival dauert neun Tage. Das 22. Festival fand 2016 statt.

## Durchführung
Festivalbesucher können sich für einen Workshop registrieren lassen und proben jeden Tag ein Werk, das während des Festivals aufgeführt wird. Es werden verschiedene Workshops angeboten, von Jazz über Mozart, kubanische Musik oder Polyphonie. Die Chöre der Workshops werden geleitet von professionellen Dirigenten, oft von internationalem Renommee.